# Дробе (Каунас)
Футбольний клуб «Дробе» Каунас (лит. Futbolo klubas Kauno Drobė) — колишній литовський футбольний клуб з Каунаса, що існував у 1951—1996 роках.

## Історія назв
- 1951 — «Ліма» Каунас;
- 1971 — «Дробе» Каунас.

## Досягнення
- А-ліга/Чемпіонат Литовської РСР
  - Чемпіон (1): 1955
  - Срібний призер (1): 1954
  - Бронзовий призер (1): 1953
- Кубок Литви
  - Володар (2): 1953, 1962.